# Mladá Boleslav
Mladá Boleslav és una ciutat de la regió de Bohèmia Central a Txèquia situada a la riba esquerra del riu Jizera. És la segona ciutat més poblada de la regió. La ciutat té 13 districtes ocupant 2.487 hectàrees. Al centre de la ciutat hi habiten 35.144 persones i 36.235 a les zones suburbanes (31 de desembre de 2023). És el centre més potent de la indústria automobilística on hi ha l'empresa Škoda Auto, i el més important de Txèquia.

## Geografia
Mladá Boleslav és a 45 quilòmetres al nord-est de Praga. La part oriental ocupa els altiplans de Jičín i la part occidental la serralada de Jizera. El punt més alt és als vessants del turó Chlum, a 301 m d'altitud. S'ubica al marge esquerre del riu Jizera on hi conflueix el riu Klenice. El centre històric de la ciutat resta en un promontori enlairat sobre la confluència dels dos rius.

## Història
La ciutat es va fundar a la segona meitat del segle X i va rebre el nom del duc Boleslau II, que hi va construir un castell.
La primera menció escrita del nom de la ciutat apareix el 1130 sota el nom "Nova Boleslav" (Nový Boleslav, en la forma llatina "de Nouo Bolezlau") Probablement, durant el segle XI es va erigir un llogarret sota el promontori en un indret anomenat Podolec, al pas de carreteres que anaven cap a Praga, Lusàcia i Brandenburg.
Al segle XIII, l'assentament primerenc de Podolec va esdevenir un poble on s'hi feia mercat setmanal regularment, adquirint amb el temps rang de ciutat i alhora drets administratius. El1334 Ješek de Michalovice, senyor del lloc, va atorgar un document que transferia el lloc del mercat existent a un lloc més pròxim al castell. La ciutat "Iuvenis Bolezlaiua" va obtenir tots els drets de govern de la ciutat reial de Nymburk. El senyor feudal vivia al pròxim castell dels Michalovice.

## Economia
Mladá Boleslav ja era un centre industrial al segle XIX. L'aigua del riu nodria les fàbriques que s'hi arrelaven. Aleshores era important la indústria tèxtil amb la fàbrica de Česana que comptava amb més de 2.000 empleats.
Altres indústries a la vall de Jizera, que incloïa molins, eren les cerveseries i destil·leries, les fàbriques de sabons i perfums i altres fàbriques dedicades a la producció de fertilitzants. Moltes d'aquestes fàbriques van abandonar l'activitat durant el segle xx, sobretot per causa de la Segona Guerra Mundial i la política econòmica de la república socialista.

## Turisme
El centre històric de la ciutat està ben conservat i protegit com a zona urbana monumental. L'enorme castell del segle X, acull el Museu de Mladá Boleslav amb diverses exposicions sobre la història de la ciutat modernitzades i interactives. Al centre de la ciutat vella hi ha la plaça amb arcades i l'itinerari anomenat "Via del metall" amb panells audiovisuals mostrant els punts d'interès de la ciutat.

### Llocs d'interès
Castell (Museu de Mladá Boleslav)
Castell del segle X reconstruït el segle XIV pels senyors de Michalovice i modificat en èpoques més recents (gòtica tardana i renaixentista). Abandonat després de la Guerra dels Trenta Anys i reconstruït entre 1752-83 per Josep II i usat com a caserna militar fins al 1938. Des del 1972 és la seu del Museu del Districte, i des del 1997, també seu dels Arxius del Districte Estatal. Hi ha exposicions permanents de col·leccions històriques i etnogràfiques.
Palau de la Ciutat. Temple (Casa Imperial)
Palau d'estil gòtic tardà construït entre 1488 i 1493 pel governador Jan Císař de Hliník com a residència particular. Joia del gòtic, allotja una sala d'exposicions i acull esdeveniments culturals.
Església de Sant Joan Nepomucè (Kostel sv. Jana Nepomuckého)
Construïda al mateix lloc de l'església i monestir originals que van ser arrasats durant les guerres hussites. A l'interior hi ha una valuosa pintura de Sant Joan Nepomucè de V.V. Reiner del 1740.
Església de Sant Havel (Kostel sv. Havla)
Construïda el 1539, la volta es va acabar cap al 1600. Es va convertir a l'estil barroc al final del segle XVIII. Reconstruïda el 1989. Dins l'església hi ha diverses làpides renaixentistes i barroques recuperades del cementiri original.
Cementiri jueu
El cementiri s'establí durant el segle XVI al peu del castell de Boleslav vora el riu Klenice, Dels cementiris jueus de Bohèmia Central, el cementiri de Mladá Boleslav és dels més ben valorats.
Ruïnes del castell de Michalovice
Fundat durant la segona meitat del segle XIII. Actualment enrunat. El primer propietari que es coneix documentalment és Jan de Michalovice. La gran torre inclinada és un dels millors miradors de la regió.
Museu Skoda
Inaugurat el setembre de 1995 celebrant el centenari de la fundació de l'empresa per Laurin i Klement. Es van reformar els edificis històrics de l'antiga planta industrial.